# My Fair Show
Show de variedades, inclusive o sorteio de um carro (fusca 1300) por semana, ao final do programa, patrocinado pela Coca Cola, exibido pela TV Excelsior Rio de Janeiro aos sábados às 20 horas e trinta minutos. O programa tinha a direção de Carlos Manga e Maurício Sherman e foi ao ar de setembro de 1963 até o início de 1965.

## Referência
- «O ocaso e fim da TV Excelsior. Por Thell de Castro»